# Web Map Tile Service
Der Standard Web Map Tile Service (WMTS) ist ein Geodienst, spezifiziert durch das Open Geospatial Consortium (OGC), und definiert einen Webservice, um digitale Karten kachelbasiert anbieten und abrufen zu können. Der Standard wurde am 6. April 2010 von der OGC in der Version 1.0.0 verabschiedet. Er wurde als eigener Standard entwickelt, hat aber viele konzeptionelle Ähnlichkeiten mit bestehenden OGC-Standards wie z. B. dem WMS-Standard.

## Ziel
Ziel des WMTS-Standards ist es, Karten für Anwendungen performant zur Verfügung zu stellen. Hierzu wird die Karte serverseitig vorgeneriert und in einzelne kleinere Karten, auch Kacheln (engl. tiles) genannt, zerteilt und gespeichert (Tile Cache). Diese Kacheln können dann einzeln von der Anwendung abgerufen werden.
Der WMTS-Standard dient als Schnittstelle, um standardisiert auf gekachelte Karten zugreifen zu können. Neben dem WMTS-Standard gibt es noch weitere Lösungen um auf kachelbasierte Karten zugreifen zu können. Hierzu gehören z. B. der Web Map Service-Caching (WMS-C) und der Tile Map Service, ein Standard der OSGeo.

## Technische Beschreibung
Die Hauptaufgabe eines WMTS-Dienstes besteht darin, vorhandene Karten in Form von Kacheln bereitzustellen und auszuliefern. Anfragen an den WMTS-Server können über HTTP POST und HTTP GET gestellt werden. In diesem Fall werden die Parameter und dessen Werte als Key-Value-Pairs (KVP) übertragen. Als Alternative sieht der Standard Anfragen über SOAP vor. Der WMTS-Dienst verfügt über unterschiedliche Methoden:
GetCapabilitiesErmöglicht die Abfrage von allgemeinen Informationen über den WMTS-Dienst. Als Antwort liefert das System ein XML-Dokument mit Information zum Beispiel zu den unterstützen Koordinatensystemen und vorhandenen Daten.
GetTileÜber die Methoden können einzelne Kacheln angefragt werden. Als Antwort liefert das System das entsprechende Bild im angefragten Format zurück.
GetFeatureInfoEin WMTS kann Anfragen zu einer Position im dargestellten Kartenausschnitt beantworten. Als Ausgabe liefert er festgelegte thematische Informationen der zugrundeliegenden Daten.

## Anwendungen
Der WMTS-Standard wird von mehreren Serversystemen unterstützt, hierzu zählen unter anderem die Open-Source-Projekte MapProxy, GeoWebCache und mod-geocache. Auf Anwendungsseite kann der WMTS-Standard derzeit in die Web-Anwendung OpenLayers sowie Leaflet und den Desktop-GI-Systemen QGIS, Global Mapper und Gaja eingebunden werden.